# 跨岛线
跨岛线（英語：Cross Island Line，缩写CRL）是新加坡地铁的第八条路线。2013年1月17日由时任交通部部长吕德耀在牛车水站（DTL1）宣布修建。这是2013年陆路交通总体规划的一部分，目前正在興建中。
跨岛线将从樟宜开始，经过白沙、罗央、后港、宏茂桥、武吉知马、金文泰、西海岸，终止于裕廊工业区。

## 历史
陆路交通管理局于2013年1月17日首次公布新加坡地铁跨岛线。
跨島線於2013年1月17日由時任交通部長首次宣佈。 這條線路計劃緩解現有東西線的擁堵，計劃從新加坡東海岸的樟宜開始，經過東部主要東部城鎮，包括巴西立、後港和宏茂橋。從這裡開始，它將向西向武吉知馬、金文泰和西海岸前進，然後終止於裕廊工業區。一條支線將主線與榜鵝連接起來。這條線路計劃長50公里，2030年開放。關於跨島線的研究始於2013年5月。

## 走線
自宣佈以來，該線路的武吉知馬路段穿過中央集水區自然保護區（CCNR）和麥克裡奇水庫的對齊路線一直存在爭議，這促使新加坡自然協會呼籲重新調整該線路。 環保團體敦促政府不要在CCNR下建造。
2013年7月19日，NSS提出了兩個擬議的替代方案：一條靠近湯姆森-東海岸線的北部路線，向西前往萬禮、雙溪加株和加利巴株，然後在蔡厝港終止，以及一條沿洛尼路繞過保護區的南部路線。 一位工程學教授指出，在不影響環境的情況下透過保護區建造線路的可行性，儘管他說該決定“不應該僅僅基於運輸”。
2014年2月24日，要求進行評估該線路對環境影響的招標，以促進該線路的土木工程。2014年7月，陸路交通管理局任命環境資源管理（S）Pte Ltd（ERM）對自然保護區周圍和透過自然保護區的線路進行環境影響評估（EIA）。環境影響評估將分兩個階段進行，首先是研究沿直線和踢腳線的生態系統和物理條件，並評估線路的建設和運營將如何影響CCNR。第1階段環境影響評估報告於2016年2月釋出。
沿CCNR的土壤調查工作於2017年2月開始，到10月，宣佈到年底即將完成。2018年3月20日，陸路交通管理局宣佈，關於鑽探和其他初始工程對環境影響的調查結果將於當年晚些時候完成。第二階段環境影響評估報告於2019年9月釋出。2019年12月4日，交通部確認選擇了CCNR下方的直接路線，其中有緩解因素，如CCNR下隧道比平時更深，以及該地區沒有地面工程。建築成本預計也將比替代組合低20億美元。

### 第一階段
2019年1月25日，當時的交通部長许文远宣佈了CRL第1階段（CRL1）的調整。這條線路橫跨29公里（18英里），由從航空公園站到光明山站的12個站組成。將建造一個新的57公頃的樟宜東車廠，為該線路服務。CRL1的建設於2023年1月開始，預計將於2030年完成。
截止2024年8月，CRL1的車站全部已經正式進入主體結構施工階段，大型機械已進場，隧道鑽挖機已經正式開始開挖。

### 榜鵝延長線
2020年3月10日，宣佈了一條從巴西立站到榜鵝站的支線。7.3公里（4.5英里）的Punggol延伸線，由該站和榜鵝之間的四個車站組成，預計將於2031年完工。然而，由於新冠肺炎大流行對建築工程施加的限制導致了延誤，CRL1和CRLe的完工日期分別推遲了一年，到2030年和2032年。CRLe的建設於2023年10月10日正式開始。
截至2024年8月，榜鵝延長綫的車站已經完成前期工作，小部分機械已經進場，即將開始其主體結構工程。

### 第二階段
2021年12月，作為陸路交通管理局虛擬展覽的一部分，一張未來的系統地圖描繪了CRL西半部的11個無名車站。地圖還顯示了西段與現有和正在建設中的車站的互換：阿爾伯王園、金文泰、裕廊渡頭和卡爾圈站。自那以後，地圖和虛擬展覽都離線了。LTA解釋說，這條路線是“概念對齊”，尚未敲定，換乘站是暫定的。
2022年9月20日，當時的交通部長S. 伊斯瓦蘭確認了CRL第2階段的車站。預計將於2032年開放，15公里（9.3英里）段橫跨從馬城站到裕廊湖區站的六個車站。這些車站的建設預計將於2024年的第四季開始。
截至2024年8月，CRL2的車站已開始了前期工作，金文泰站及馬裕站已經順利完成前期挖土工作；西海岸站正在進行清拆工程中；阿爾伯王園站正在進行圍擋工作中。

### 第三階段
根據招標檔案，《海峽時報》預測，CRL3可能會在2033年底前完成。然而，陸路交通管理局表示，確切的時間表不清楚，只有在完成研究後才能知道。預計第三階段長約13公里（8.1英里）。第3階段預計將有四個車站，第3階段的暫定車站CR21和CR24與裕廊區域線和東西線互換。作為該段的一部分，可能會建造一個額外的預留車站。截至2024年9月，第3階段的土木工程研究仍在進行中。

### 未來發展
在巴耶利峇空軍基地重建的概念計劃中，提議在德福站和淡濱尼北站之間增設一個車站，以服務於新開發區域。

## 概观
跨岛线计划2030年完成，为目前搭乘东西线的乘客提供另一条替代路线。它也将与其他现有的地铁线相连接，与目前的环线起到互补作用。这将纾缓既有线路上的负荷，为所有乘客带来更加舒适的服务并显著住缩短通勤时间。
东部的部分跨岛线也将包括一段延伸到榜鹅的支线。住在榜鹅的居民可以只用10至15分钟前往白沙。比目前的40分钟的车程缩短不少。

### 使用列車
陸路交通管理局宣佈，它已於2023年6月14日授予了5.89億新元的合同，並由中車青島四方中標；為跨島綫提供44列列車。訂單還包括遠期增購多11列列車和列車車隊維護支援的選項。列車預計將在2027年逐步交付。

## 车站
| 通车日期 | 项目       | 备注                       |
| -------- | ---------- | -------------------------- |
| 2030年   | 第一阶段   | 航空园－光明山（12个车站） |
| 2032年   | 第二阶段   | 马城－裕廊湖区（6个车站）  |
| 2032年   | 榜鹅延长线 | 伊莱雅－榜鹅（3个车站）    |

图例
|                 | 高架月台        |  | 站外换乘   |
|                 | 地下月台        |  | 巴士转换站 |
|                 | 民防防空洞      |  | 关卡       |
| Does not appear | Does not appear |  | 渡轮码头   |

| 车站编号                     | 特征     | 车站名称             | 车站名称         | 车站名称                          | 车站接驳／备注                | 启用日期 |
| 车站编号                     | 特征     | 中文                 | 英文             | 淡米尔语                          | 车站接驳／备注                | 启用日期 |
| ---------------------------- | -------- | -------------------- | ---------------- | --------------------------------- | ----------------------------- | -------- |
| 跨岛线 Cross Island Line     |          |                      |                  |                                   |                               |          |
| 第一阶段                     |          |                      |                  |                                   |                               |          |
| CR2                          |          | 航空园               | Aviation Park    | ஏவியேஷன் பார்க்                         | 樟宜渡轮码头                  | 2030年   |
| CR3                          | 罗央     | Loyang               | லோயாங்              |                                   |                               | 2030年   |
| CR4                          | 巴西立东 | Pasir Ris East       | பாசிர் ரிஸ் ஈஸ்ட்       |                                   |                               | 2030年   |
| · CR5 CP1 EW1                | 巴西立   | Pasir Ris            | பாசிர் ரிஸ்           | 榜鹅延长线 · 东西线 · —— · 巴西立 |                               | 2030年   |
| CR6                          | 淡滨尼北 | Tampines North       | தெம்பினிஸ் நார்த்        | 淡滨尼北                          |                               | 2030年   |
| CR7                          | 德福     | Defu                 | டெஃபு              |                                   |                               | 2030年   |
| CR8 NE14                     |          | 后港                 | Hougang          | ஹவ்காங்                              | 东北线 · —— · 后港中心        | 2030年   |
| CR9                          |          | 实龙岗北             | Serangoon North  | சிராங்கூன் நார்த்                         |                               | 2030年   |
| CR10                         | 达维士笃 | Tavistock            | தெவிஸ்தொக்            |                                   |                               | 2030年   |
| CR11 NS16                    | 宏茂桥   | Ang Mo Kio           | அங் மோ கியோ          | 南北线 · —— · 宏茂桥              |                               | 2030年   |
| CR12                         | 德义     | Teck Ghee            | டெக் கீ             |                                   |                               | 2030年   |
| CR13 TE7                     |          | 光明山               | Bright Hill      | பிரைட் ஹில்                            | 汤申－东海岸线                | 2030年   |
| 第二阶段                     |          |                      |                  |                                   |                               |          |
| CR14                         |          | 马城                 | Turf City        | டர்ஃப் சிட்டியில்                        |                               | 2032年   |
| CR15 DT6                     |          | 阿尔柏王园           | King Albert Park | கிங் ஆல்பர்ட் பார்க்                      | 滨海市区线                    | 2032年   |
| CR16                         |          | 马裕                 | Maju             | மாஜு                                |                               | 2032年   |
| CR17 EW23                    | 金文泰   | Clementi             | கிளிமெண்டி            | 东西线 · —— · 金文泰              |                               | 2032年   |
| CR18                         | 西海岸   | West Coast           | வெஸ்ட் கோஸ்ட்          |                                   |                               | 2032年   |
| CR19                         | 裕廊湖区 | Jurong Lake District | ஜூரோங் லேக் வட்டாரம்     |                                   |                               | 2032年   |
| 榜鹅延长线 Punggol Extension |          |                      |                  |                                   |                               |          |
| · CP1 CR5 EW1                |          | 巴西立               | Pasir Ris        | பாசிர் ரிஸ்                            | 跨岛线 · 东西线 · —— · 巴西立 | 2032年   |
| CP2                          | 伊莱雅   | Elias                | இலியாஸ்             |                                   |                               | 2032年   |
| CP3 – PE4                    | 里维拉   | Riviera              | ரிவியாரா             | 榜鹅轻轨 (东环)                   |                               | 2032年   |
| CP4 NE17 PTC                 | 榜鹅     | Punggol              | பொங்கோல்             | 东北线 · 榜鹅轻轨 · —— · 榜鹅     |                               | 2032年   |

## 外部連結
- 跨岛线官方介紹 （页面存档备份，存于）